# Burzet (tổng)
Tổng Burzet là một tổng của Pháp nằm ở tỉnh Ardèche trong vùng Rhône-Alpes.
Tổng này được tổ chức xung quanh Burzet ở quận Largentière. Độ cao biến thiên từ 360 m (Saint-Pierre-de-Colombier) đến 1 534 m (Sainte-Eulalie) với độ cao trung bình là 780 m.

## Hành chính
| Giai đoạn | Ủy viên           | Đảng | Tư cách                                               |
| --------- | ----------------- | ---- | ----------------------------------------------------- |
| 1995-2008 | Gabriel Comte     | SE   | Thị trưởng Burzet                                     |
| 2008-2014 | Jacques Alexandre | DVD  | phó thị trưởng thứ nhất của Saint-Pierre-de-Colombier |

## Các đơn vị hành chính
Tổng Burzet bao gồm 5 xã với dân số 1 325 người (điều tra năm 1999, dân số không tính trùng).
| Xã                        | Dân số | Mã bưu chính | Mã insee |
| ------------------------- | ------ | ------------ | -------- |
| Burzet                    | 504    | 07450        | 07045    |
| Péreyres                  | 55     | 07450        | 07173    |
| Sagnes-et-Goudoulet       | 131    | 07450        | 07203    |
| Sainte-Eulalie            | 253    | 07510        | 07235    |
| Saint-Pierre-de-Colombier | 382    | 07450        | 07282    |

## Thông tin nhân khẩu
| 1962                                                     | 1968  | 1975  | 1982  | 1990  | 1999  |
| -------------------------------------------------------- | ----- | ----- | ----- | ----- | ----- |
| 1 693                                                    | 2 077 | 1 601 | 1 562 | 1 432 | 1 325 |
| Nombre retenu à partir de 1962 : dân số không tính trùng |       |       |       |       |       |